# Сибіла (королева Єрусалиму)
Сибіла Єрусалимська  (фр. Sibylla de Jerusalem 1159 — 1190) — королева Єрусалиму (1186–1190).

## Біографія
Народилася у 1159 році в родині Аморі, графа Яффи, та Агнес Куртене. Після того, як батьки у 1163 році розлучилися мешкала разом з матір'ю в Яффі, отримавши титул графині Яффської. Її батько, ставши королем Єрусалиму, значний час приділяв пошуку чоловіка для Сибіли, але не встиг цього зробити. Лише 1176 року її брат король Балдуїн IV влаштував шлюб Сибіли з Вільгельмом Моферратським на прізвисько Довгий меч. Втім, той наступного року раптово помер. Відтоді Сибіла стала об'єктом боротьби різних груп аристократів, кожна з яких висувала власного кандидата їй у чоловіки. Зрештою, 1180 року, король влаштував їй шлюб з дворянином з Пуату Гі де Лузіньяном. Однак, сподівання на втихомирення справ у середині королівства не виправдалися. Могутні феодали не сприйняли нового чоловіка Сибіли. До того ж, коли у 1183 році Балдуїн IV зробив Лузіньяна регентом королівства, останній не виправдав сподівань, займаючись лише палацовими інтригами. Тому у 1184 Сибіла разом із чоловіком були усунені від влади.
Сибіла зуміла повернути собі вплив лише після смерті Балдуїна V, за якого правив Раймунд Триполійський. Це сталося 1186 року. Втім, знать й церква дала згоду на коронацію Сибіли лише за умови розриву її шлюбу з Гі де Лузіньяном. Вона погодилася на це й того ж року коронувалася. Однак, одразу ж заявила про повторний шлюб з Лузіньяном, коронувавши останнього. Але вже 4 липня 1187 року війська, очолювані Лузіньяном, зазнали нищівної поразки від Салах ед Діна у битві при Рогах Хаттіна. У свою чергу королева Сибіла очолила оборону Єрусалима від військ мусульман. Їй допомагав патріарх Іраклій та Баліан д'Ібелін. Зрештою 2 жовтня вона здалася, проте отримала право на вільний вихід з міста. Сибіла переїхала до Триполі.
Після повернення у 1188 році з полону Гі де Лузіньяна Сибіла приєдналася до нього у Тірі 1189 року. Вона чинила спротив спробам впливових хрестоносців розлучити її з Лузіньяном й обрати нового чоловіка. 1190 року вона зрештою померла в таборі при облозі місті Акра.

## Родина
1. Чоловік — Вільгельм Монферратський (1150—1177)
Діти:
- Балдуїн (1177—1186)

2. Чоловік — Гі де Лузіньян (1159—1194)
Діти:
- Аліса (д/н—1190)
- Марія (д/н—1190)

## Вшанування пам'яті

### У кінематографі
- Царство небесне.